# Koreaiak
A koreaiak régi, már nem használatos magyar nevükön korecok[forrás?] (hangul: 한국인, handzsa: 韓國人) Ázsiában élő népcsoport, amely a Koreai-félszigetről és Mandzsúriából származik, és a világ egyik leghomogénebb etnikai és nyelvi csoportja. A koreaiak lélekszáma 80 000 000 fő körülre tehető, amelyből mintegy 74 millió él Dél illetve Észak-Koreában, míg 6 millióan a világ különböző részein. Az 1860-as években indult meg a vándorlás Mandzsúria és a Tengermellék irányába, ahol számuk egyre nőtt, így Kínában ma már 3 milliónyian élnek. A japán annektálás után sokukat besorozták munkásnak a hadseregbe, és különböző területekre vitték őket. Egy részük a háború után is Japánban, illetve Szahalinon maradt.